# Villeloin-Coulangé
Villeloin-Coulangé is een gemeente in het Franse departement Indre-et-Loire (regio Centre-Val de Loire) en telt 618 inwoners (1999). De plaats maakt deel uit van het arrondissement Loches.

## Geografie
De oppervlakte van Villeloin-Coulangé bedraagt 35,7 km², de bevolkingsdichtheid is 17,3 inwoners per km².
De onderstaande kaart toont de ligging van Villeloin-Coulangé met de belangrijkste infrastructuur en aangrenzende gemeenten.

## Demografie
Onderstaande figuur toont het verloop van het inwonertal (bron: INSEE-tellingen).